# Pirapion redemptum
Pirapion redemptum – gatunek chrząszcza z rodziny pędrusiowatych i podrodziny Apioninae. Zamieszkuje Europę. Żeruje na szczodrzeńcach i janowcach.

## Taksonomia
Gatunek ten opisany został po raz pierwszy w 1920 roku przez Arturo Schatzmayra pod nazwą Apion redemptum. Później sklasyfikowany został w podrodzaju Pirapion w obrębie rodzaju Apion. W 1990 roku Miguel A. Alonso-Zarazaga wyniósł ten podrodzaj do rangi osobnego rodzaju.

## Morfologia
Chrząszcz o ciele długości od 2 do 2,4 mm, gruszkowatym w zarysie. Ubarwienie ma czarne z nieznacznym połyskiem ołowianym na pokrywach. Oskórek porastają wyraźne, białawe włoski (włosowate łuski), nie tworzące w żadnym miejscu zagęszczeń.
Głowę cechują okrągłe i wypukłe oczy, rzeźbione aż po przednią krawędź przedplecza ciemię, a czoło zaopatrzone w od trzech do pięciu wyraźnych, podłużnych rowków, z których środkowe pozbawione są owłosienia i punktowania, natomiast boczne takowe posiadają. Ryjek jest krótszy i zakrzywiony silniej niż u P. immune, u samca nieco dłuższy od przedplecza, u samicy tak długi jak głowa i przedplecze razem wzięte. Czułki mają trzonki trochę krótsze niż szerokość ryjka w miejscu ich osadzenia.
Przedplecze jest znacznie szersze niż dłuższe, po bokach dość mocno zaokrąglone, w widoku bocznym wyraźnie sklepione. Jego powierzchnia ma grube i mniej gęsto rozmieszczone niż u P. immune punktowanie, a podłużny dołek przedtarczkowy zawsze dobrze widoczny. Tarczka jest drobna, naga i niepunktowana. Gruszkowate, najszersze za środkiem, w tyle silnie wyokrąglone pokrywy mają głębokie rzędy.

## Ekologia i występowanie
Aktywne osobniki dorosłe obserwuje się od lipca do września. Są wąsko oligofagicznymi fitofagami żerującymi na janowcu barwierskim i ciernistym oraz szczodrzeńcu główkowatym i szorstkim. Roślina żywicielska larw pozostaje nieznana.
Gatunek palearktyczny, europejski, znany z Austrii (z Styrii), Węgier, północno-wschodnich Włoch, Słowenii, Rumunii (z Siedmiogrodu) oraz Bośni i Hercegowiny.